# Église Saint-Jacques-le-Majeur-et-Saint-Jean-Baptiste de Folleville
Pour les articles homonymes, voir Église Saint-Jacques-le-Majeur et Église Saint-Jean-Baptiste.
L'église Saint-Jacques-le-Majeur-et-Saint-Jean-Baptiste est une église catholique située à Folleville, en France, dans le département de la Somme. De style gothique flamboyant, elle est classée monument historique.

## Histoire
Un pouillé de 1301 mentionne l'existence d'une église à Folleville,. La nef fut édifiée dans les dernières années du XIVe siècle, Jean de Foleville, prévôt de Paris de 1388 à 1401, étant seigneur du lieu.
À la fin du XVe siècle, le mariage de Jeanne de Poix et Raoul de Lannoy  fit entrer la seigneurie de Folleville dans la famille de Lannoy. Raoul de Lannoy qui s'illustra au siège du Quesnoy en 1477 devint bailli d'Amiens sous Charles VIII, puis seigneur de Gênes sous Louis XII. C'est lui qui fit édifier la chapelle seigneuriale au début du XVIe siècle. Il fit sculpter son gisant et celui de son épouse et demanda dans son testament qu'ils fussent placés dans un nouveau sanctuaire. C'est ce qu'accomplit sa veuve après son décès en 1512.
Au début du XVIIe siècle, la terre de Folleville échut à Philippe-Emmanuel de Gondi, général des galères de France. Il fit appel à Vincent de Paul pour l'éducation de ses fils dont l'un devint le cardinal de Retz. C'est du haut de la chaire de cette simple église de campagne que Vincent de Paul prononça, le 25 janvier 1617, un sermon qui fut à l'origine de la création de la Congrégation de la Mission (prêtres lazaristes).
Pendant la Révolution française, les fonts baptismaux et les tombeaux furent protégés par les habitants du village.
Au XIXe siècle, on entreprit la restauration de l'édifice, en couverture et maçonnerie qu'il fallut reprendre en sous-œuvre et on découvrit alors que l'édifice que nous connaissons reposait sur les fondations d'une église antérieure. L'édifice a été classé au titre des monuments historiques en 1862 et au Patrimoine mondial par l'UNESCO en 1998 au titre du Chemin de Saint-Jacques de Compostelle.

## Architecture et décoration de l'église

### Extérieur
Cette petite église de campagne, très simple, se compose de deux parties distinctes :
- une nef du XVe siècle, est composée de trois travées séparées par des contreforts et percée de baies gothiques flamboyantes ;
- un chœur plus élevé que la nef, lui aussi de trois travées. C'était la chapelle seigneuriale, adjointe à la nef au XVIe siècle, dédiée à saint Jean-Baptiste. Elle est de style gothique flamboyant avec des baies flamboyantes plus grandes que celles de la nef.

Une tourelle d'escalier est située à la jonction de la nef et du chœur, côté sud.
Un clocher, avec un toit en flèche couvert d'ardoise, surmonte la première travée de la nef.
La décoration extérieure de l'édifice se compose de deux statues, saint Jacques au-dessus de la porte d'entrée et la Vierge sur l'un des contreforts du chœur.

### Intérieur

#### Nef
La nef de style gothique, très sobre, est voûtée en bois de châtaignier qui laisse apparaître des corbeaux sculptés de têtes humaines. Dédiée à Saint-Jacques-le-Majeur, elle contient la chaire du haut de laquelle Saint Vincent de Paul prononça son célèbre sermon, et des fonts baptismaux. Sur la vasque en marbre de Carrare, figurent la chaîne et les armes de la famille de Lannoy ; le socle en pierre calcaire locale est décoré de feuilles d'acanthe.
Dans la nef, sont suspendus trois tableaux représentant les épisodes de la vie de Vincent de Paul:
- Saint Vincent de Paul au chevet de Louis XIII ;
- Saint Vincent de Paul recevant les derniers sacrements, tous deux copies du XIXe siècle de tableaux réalisés par Jean-François de Troy en 1732 (tableaux aujourd'hui disparus), reproduits en 1737 par les estampes de Bonnart et du graveur Antoine Hérisset. Elles servirent de modèle au peintre. Elles proviendraient du collège lazariste de Montdidier qui en fit don au curé de Folleville en 1913.

- Saint Vincent de Paul prêchant aux galériens, copie du XIXe siècle du tableau disparu de Jean Restout (1732), d'après l'estampe de Bonnart et Antoine Hérisset (1737). Elle proviendrait elle aussi du collège lazariste de Montdidier. Ces trois tableaux sont  Classé MH (2010)[8].

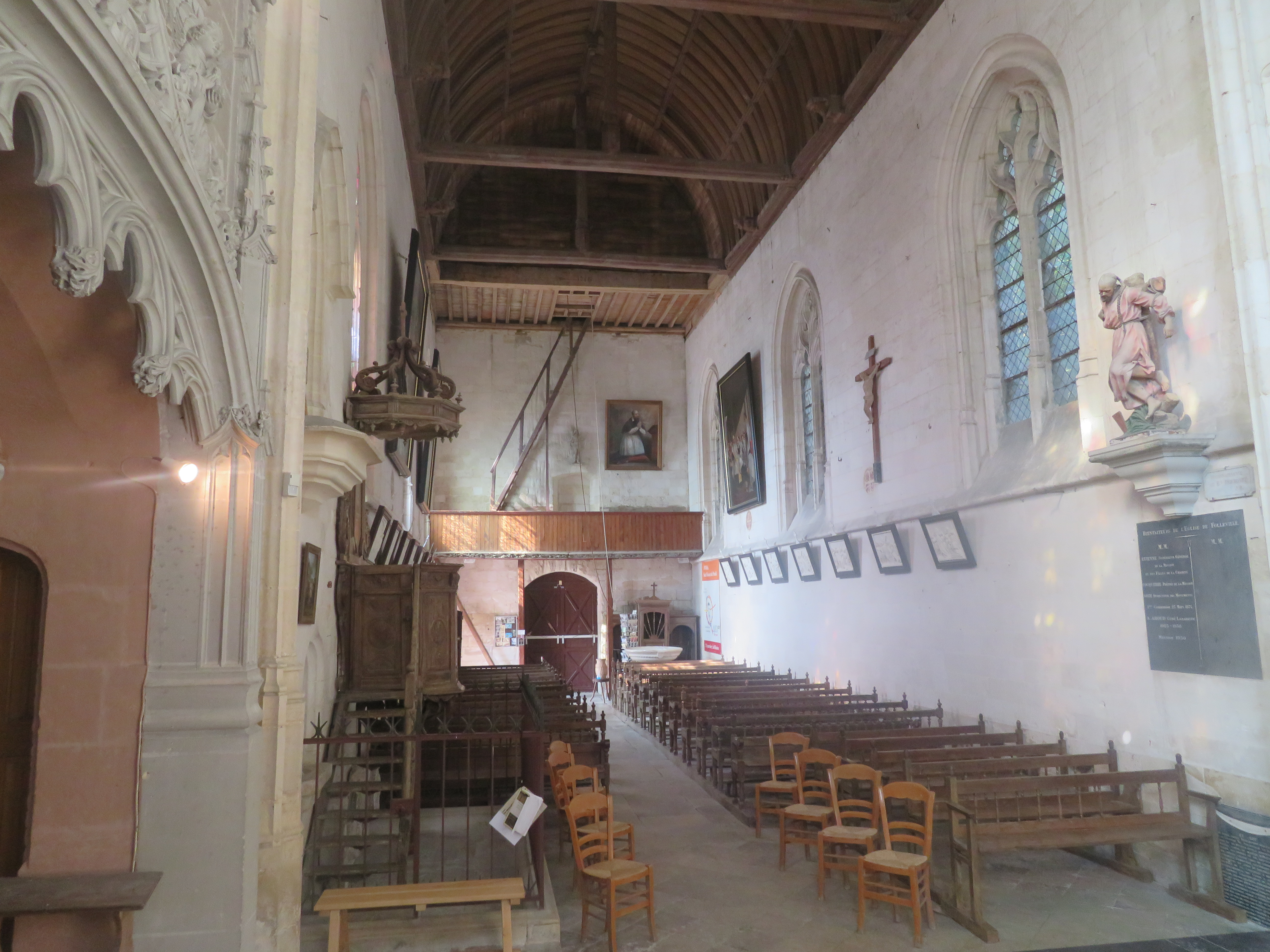
La nef
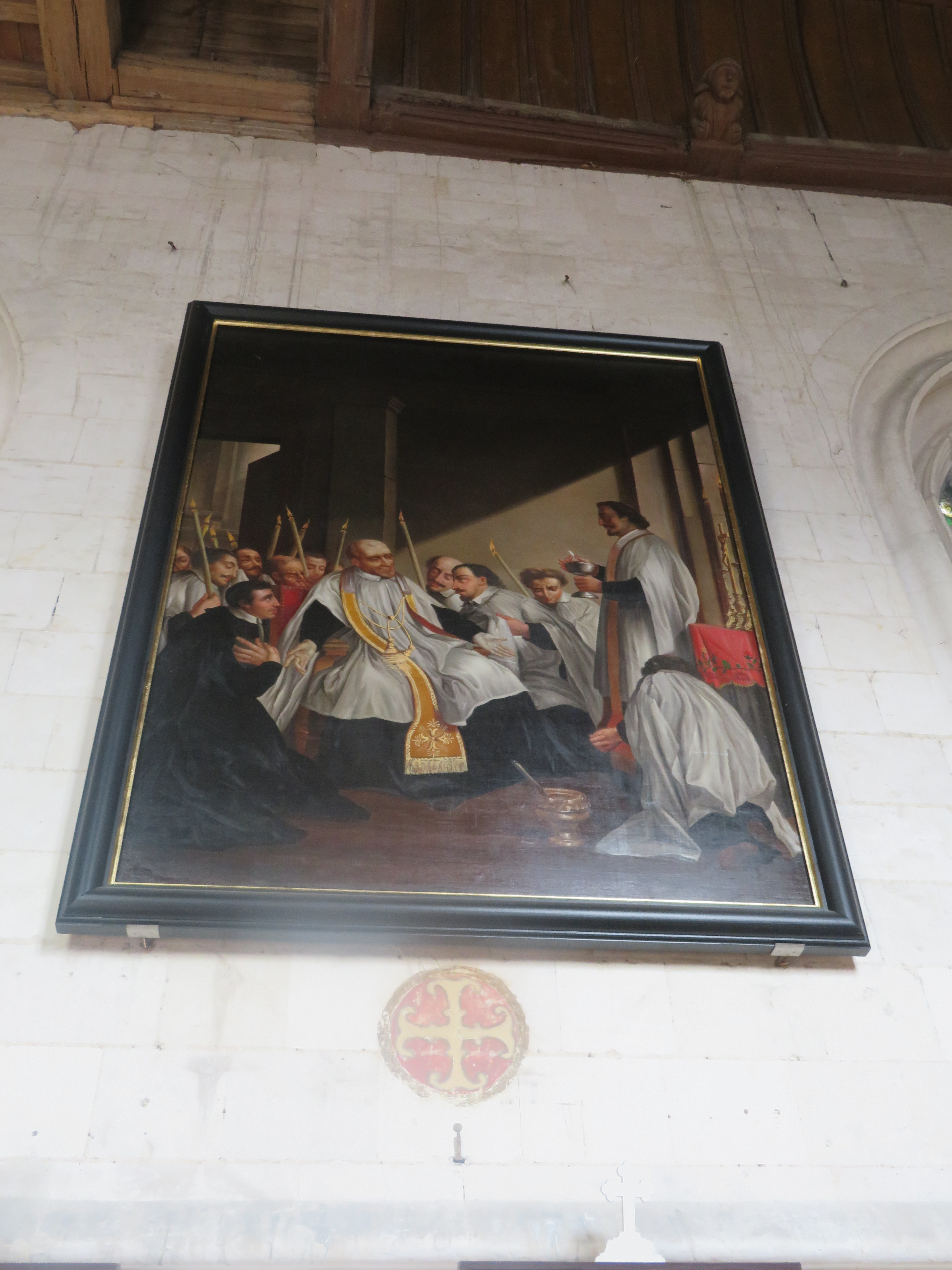
Vincent de Paul recevant les derniers sacrements
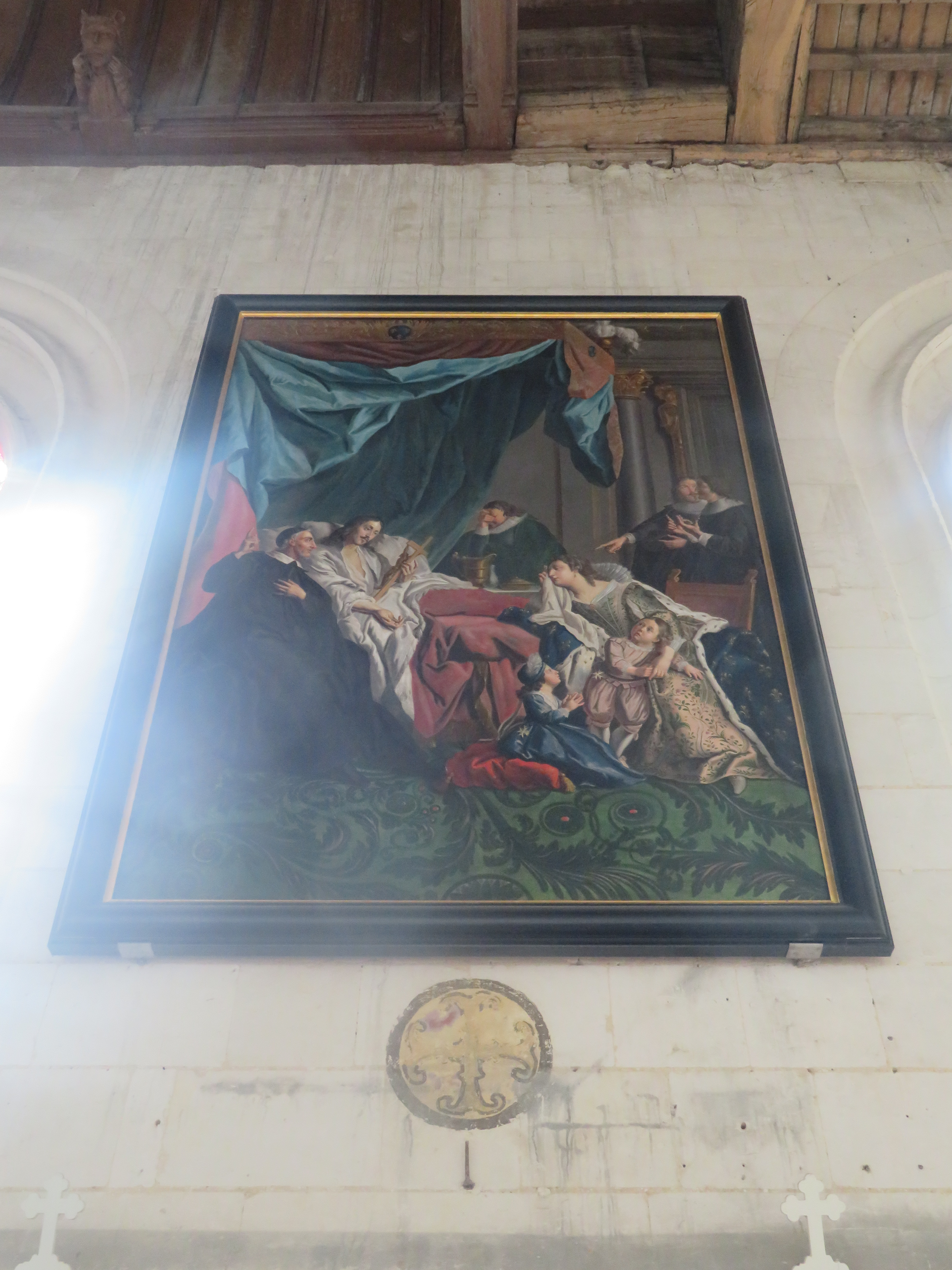
Vincent de Paul au chevet de Louis XIII
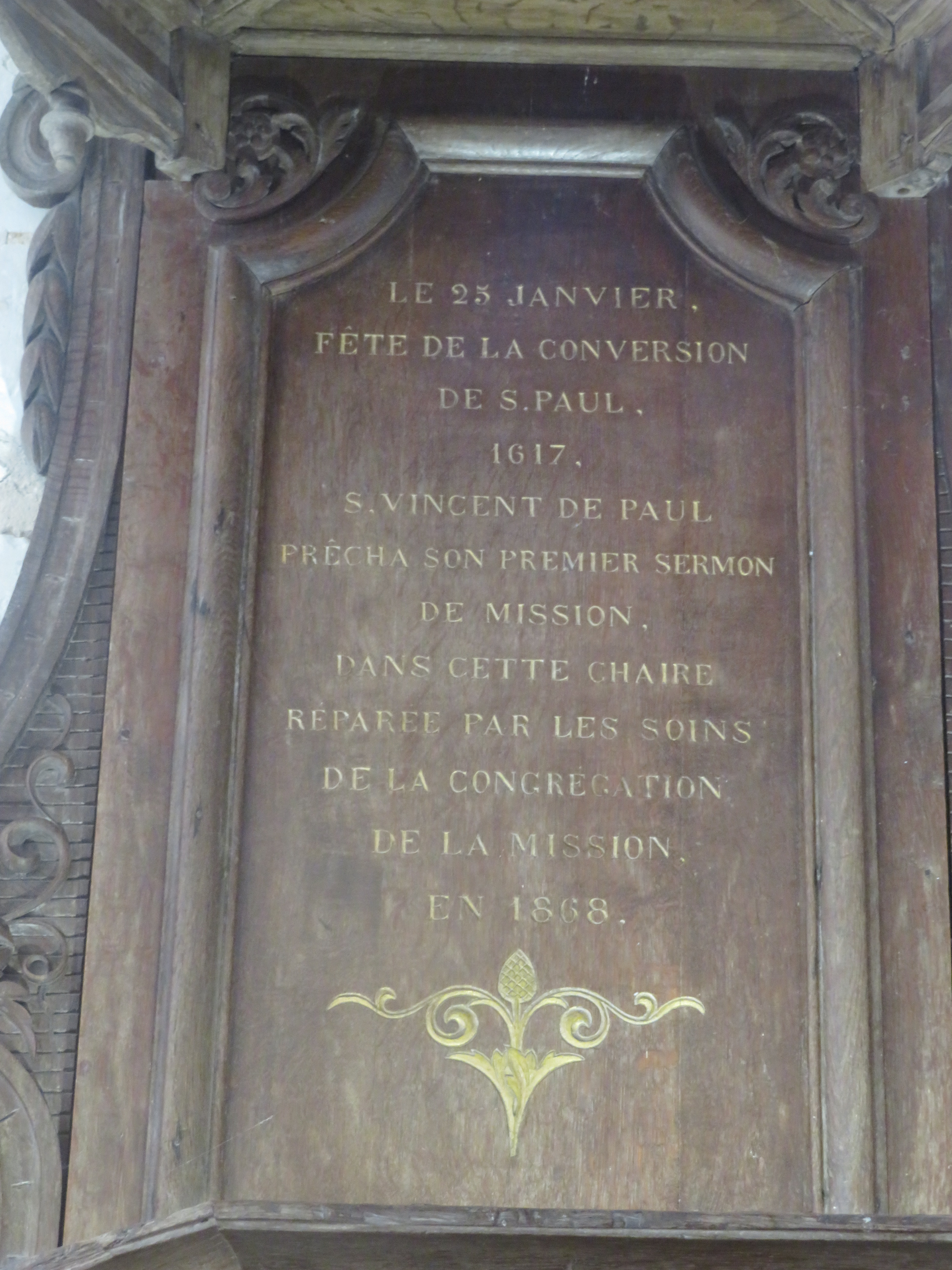
Chaire où Vincent de Paul prononça le sermon sur les missions.

#### Chœur
Le chœur, dédié à saint Jean-Baptiste, était la chapelle seigneuriale construite au XVIe siècle, adjointe à la nef. Il est de style gothique flamboyant avec des voûtes de pierre dont les nervures sont décorées de chaînes et de tiges et feuilles de pois.
Sur le côté sud, une piscine est sculptée avec des monogrammes de Raoul et de Jeanne de Lannoy.
Au-dessus du maître autel, un crucifix est accompagné à ses pieds d'un groupe sculpté représentant la Vierge et saint Jean l'Évangéliste.
La fenêtre axiale a conservé un vitrail de la Crucifixion pour partie du XVIe siècle et restauré au XIXe. A l'automne 2022 et en avril 2023, l'atelier de vitrail Courageux de Crèvecœur-le-Grand a posé deux vitraux sur les baies voisines de la fenêtre axiale.
Derrière le maître-autel, un grand enfeu de style gothique flamboyant, aujourd'hui vide, abritait une mise au tombeau transportée par Philippe-Emmanuel de Gondi, seigneur de Folleville et comte de Joigny dans l'église Saint-Jean de Joigny où elle est toujours. Au-dessus de l'enfeu, on reconnaît sculptés des anges portant les instruments de la Passion et le Christ ressuscité apparaissant à Marie-Madeleine.

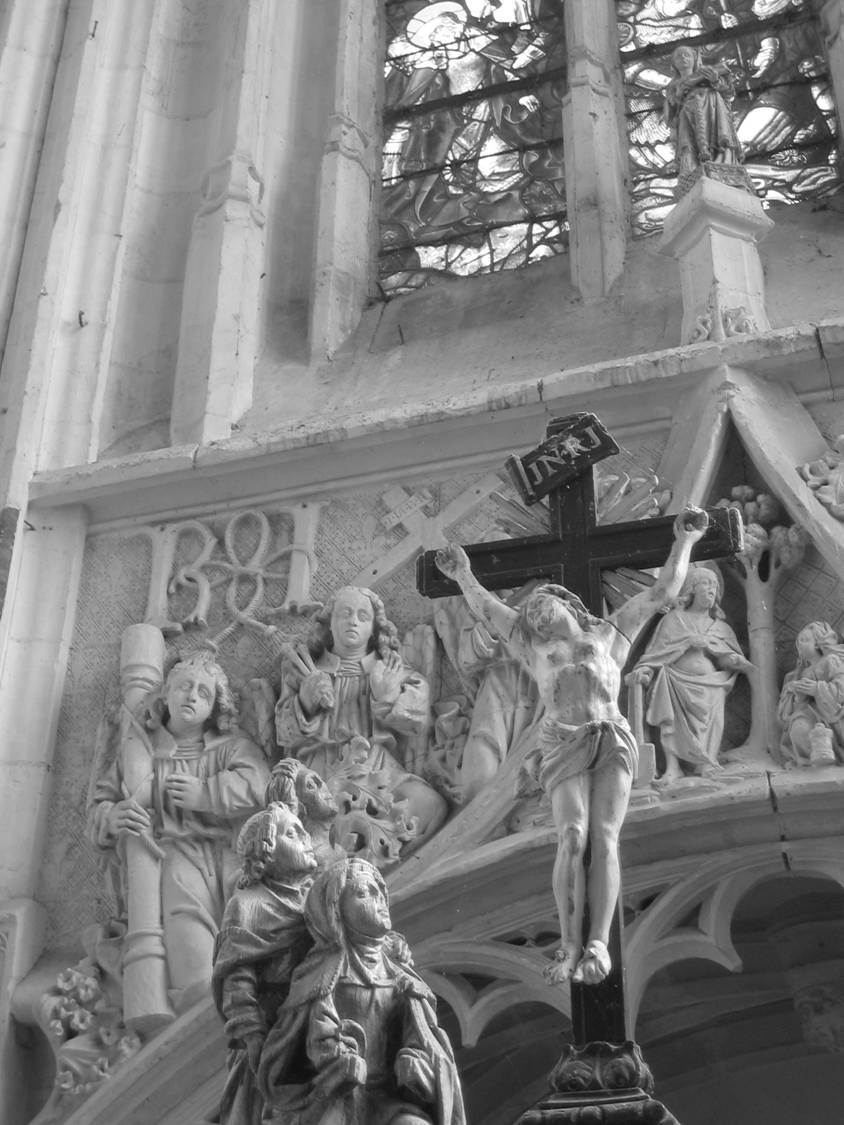
Partie supérieure du maître-autel, Jésus crucifié, la Vierge Marie et saint Jean l'Evangéliste.
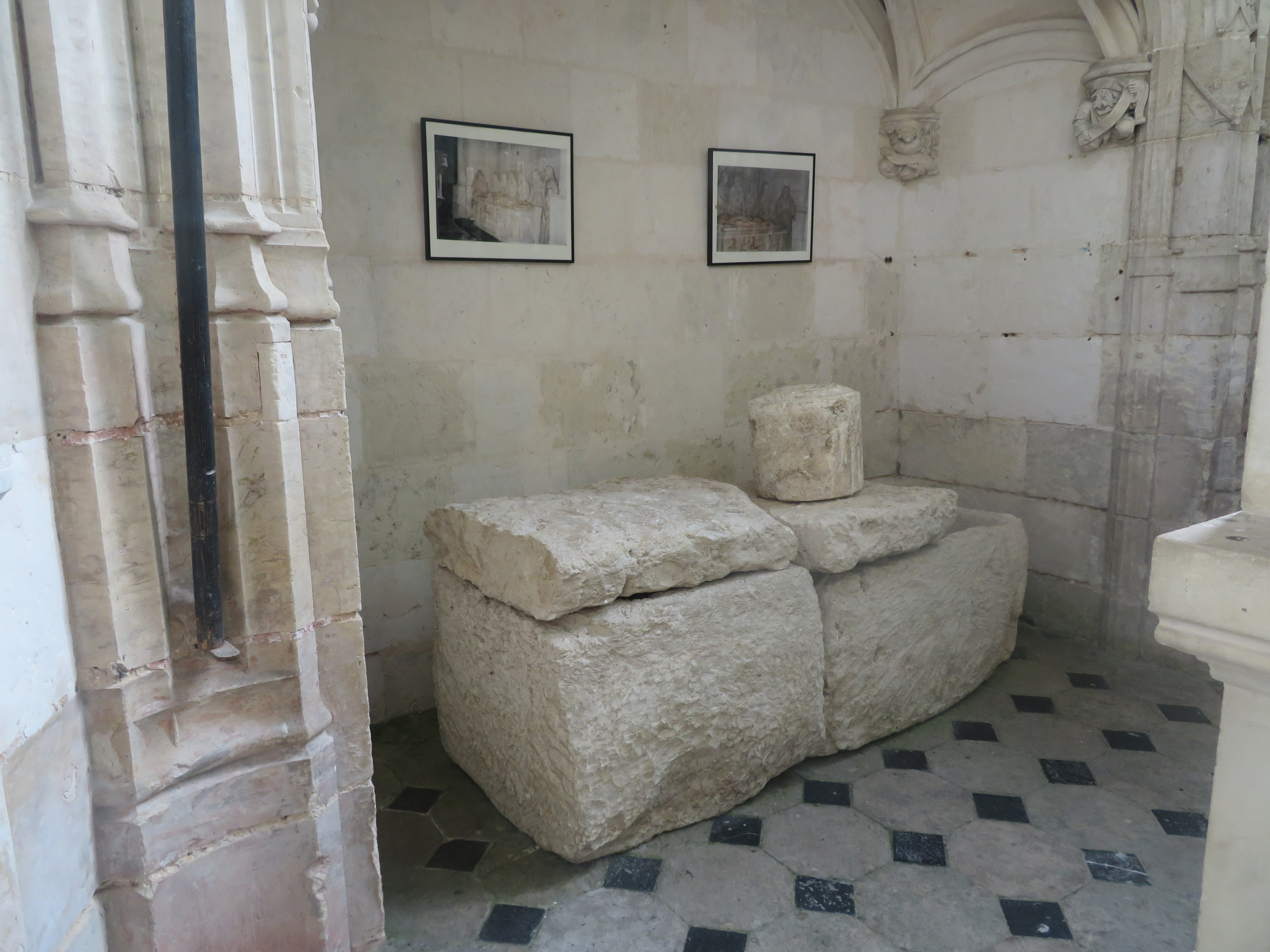
Enfeu où se trouvait le mise au tombeau.

#### Tombeaux des Lannoy
Dans deux enfeus du côté nord de l'abside, sont situés les tombeaux de membres de la famille de Lannoy. À l'extrémité gauche, les gisants de Raoul de Lannoy et de son épouse Jeanne de Poix sont d'Antonio Della Porta et de Pasio Gaggini, deux artistes milanais qui les réalisèrent de 1506 à 1508. Ces gisants en marbre de Carrare, finement sculptés, furent considérés par Léon Palustre comme « la création artistique la plus admirable de la France septentrionale ».
Raoul de Lannoy porte au cou la chaîne que lui donna Louis XI, son épouse a la tête légèrement tournée vers lui.
La décoration des parois, de la voûte et de la façade supérieure de l'enfeu est luxuriante. Elle est l’œuvre d'artistes locaux mêlant les styles flamboyant et Renaissance. On y distingue des sculptures de saints : Antoine ermite, saint Sébastien, saint Adrien ; des scènes bibliques : Piéta, la Décollation de saint Jean-Baptiste ; des symboles funèbres : trompettes de la mort, crânes ; des arabesques et des tiges de pois garnies de feuilles. Les deux pendentifs sculptés de la voûte représentent des saints : Jean, Jacques, Michel, Catherine, Barbe, Marguerite. Au-dessus, une Vierge à l'Enfant dans un grand lys est entourée de fleurs et des symboles des évangélistes. De chaque côté, on reconnaît les statues de saint Claude et de saint Louis.
Le second enfeu, abrite le tombeau de François de Lannoy (fils de Raoul et de Jeanne) et de son épouse Marie d'Hangest. Ce monument, postérieur d'une trentaine d'années au premier, est caractéristique de la première Renaissance française. Ils sont représentés agenouillés et sur la paroi inférieure sont sculptées les vertus cardinales (Justice, Prudence, Tempérance, Force).

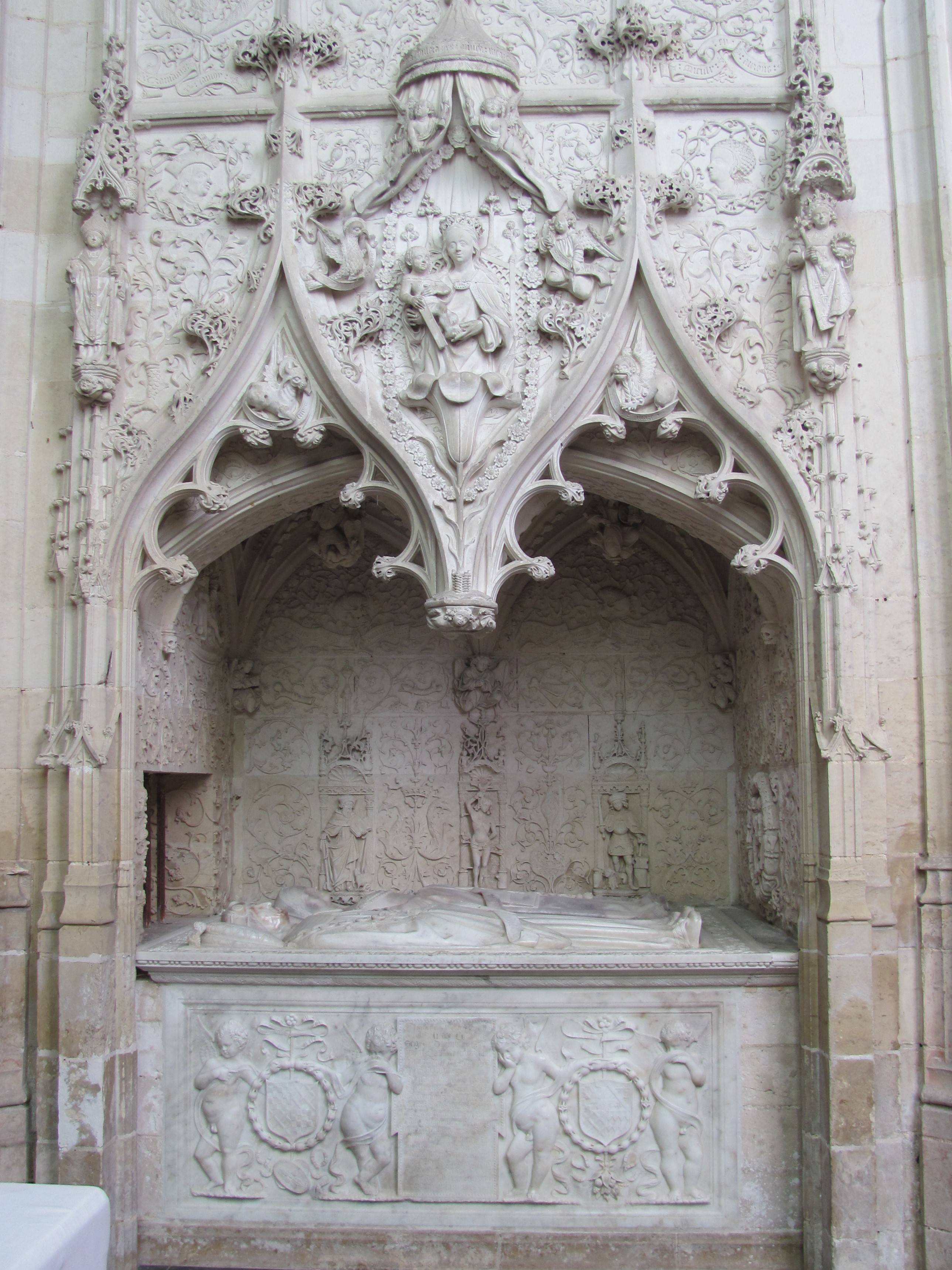
Tombeau de Raoul de Lannoy et de Jeanne de Poix.
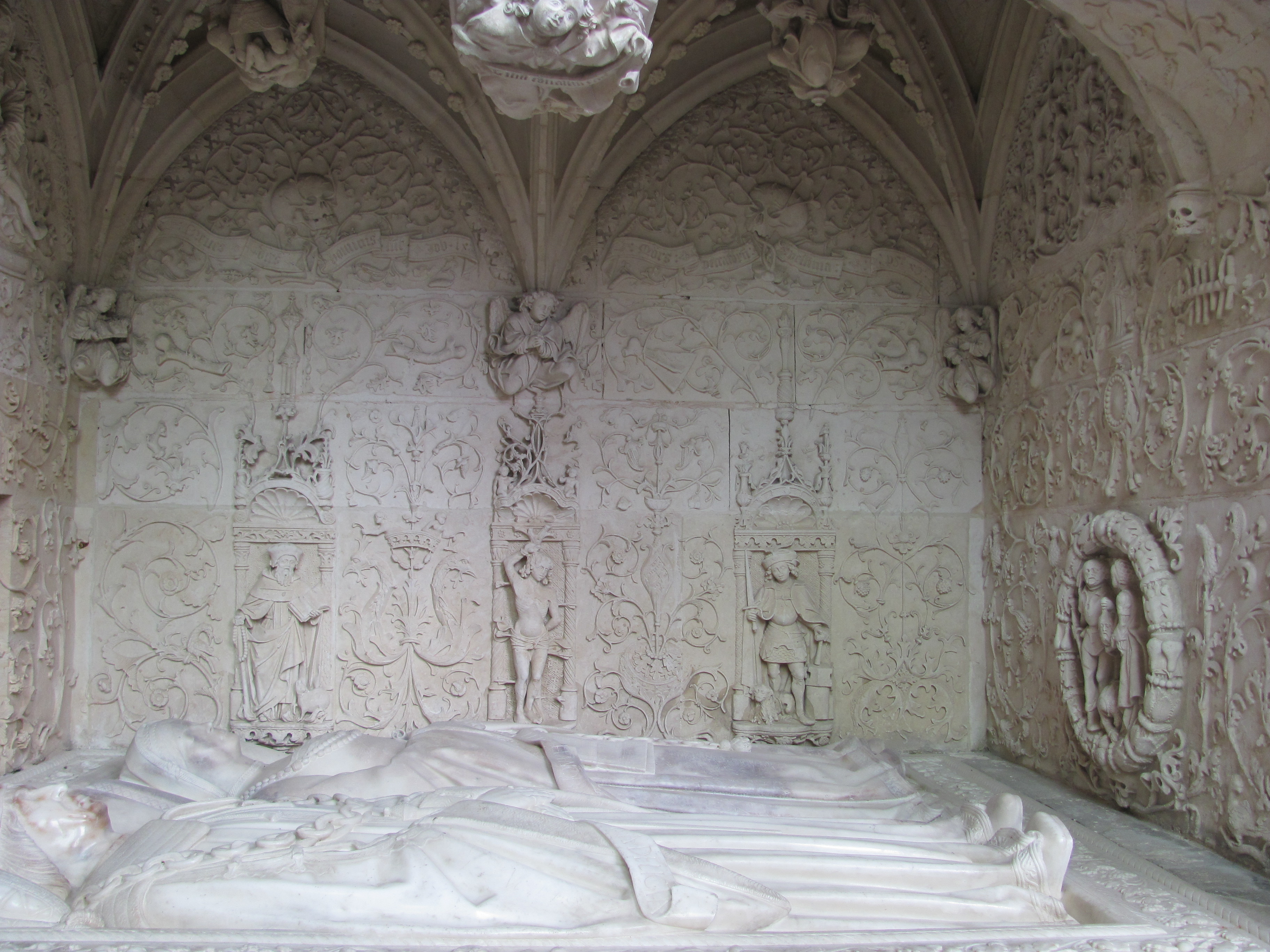
Gisants de Raoul de Lannoy et de Jeanne de Poix.
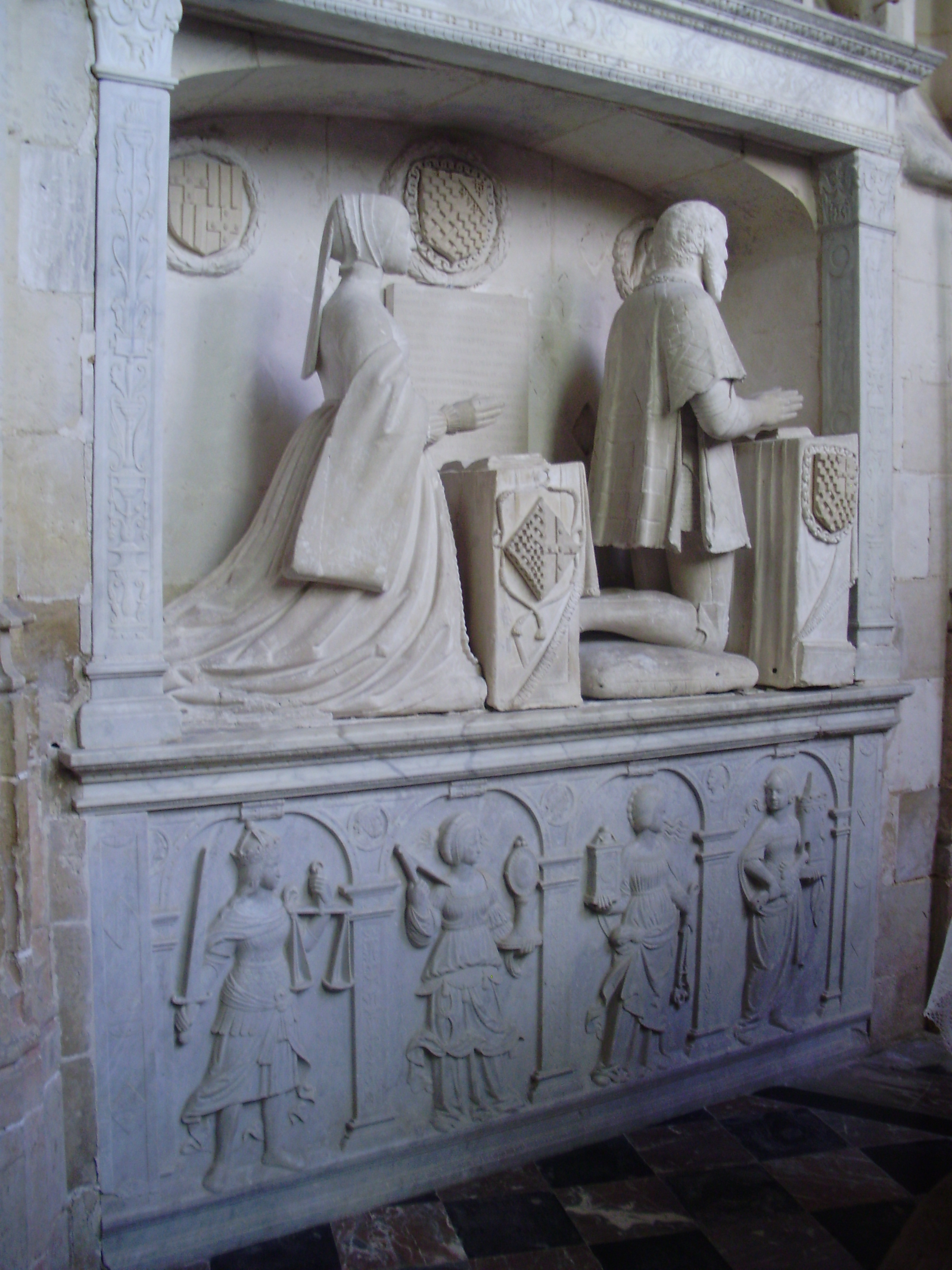
Tombeau de François de Lannoy et de Marie d'Hangest te médaillons des vertus cardinales (justice, prudence, tempérence et force).
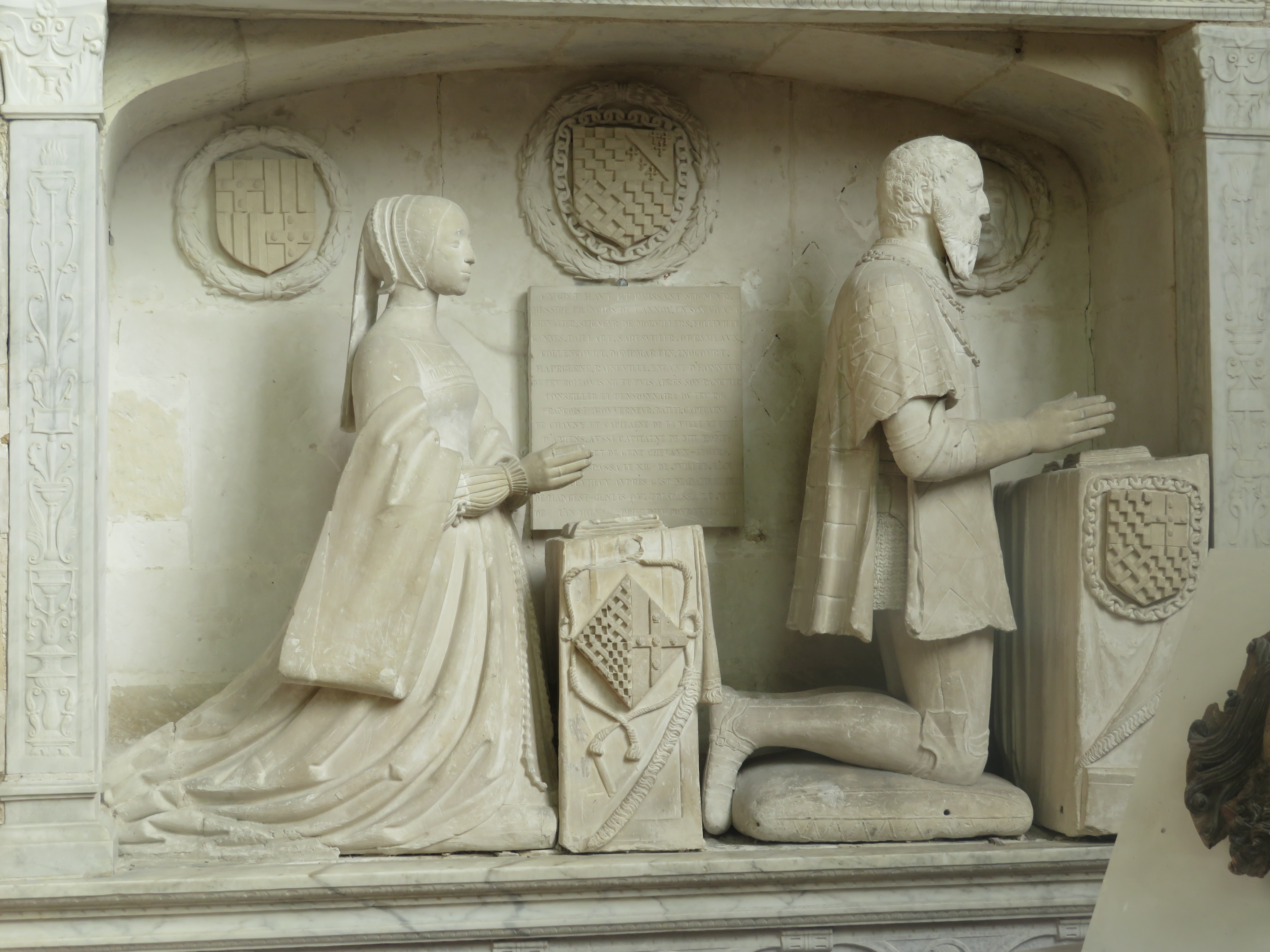
Statues de François de Lannoy et de Marie d'Hangest priant au-dessus de leur tombeau.

#### Galerie

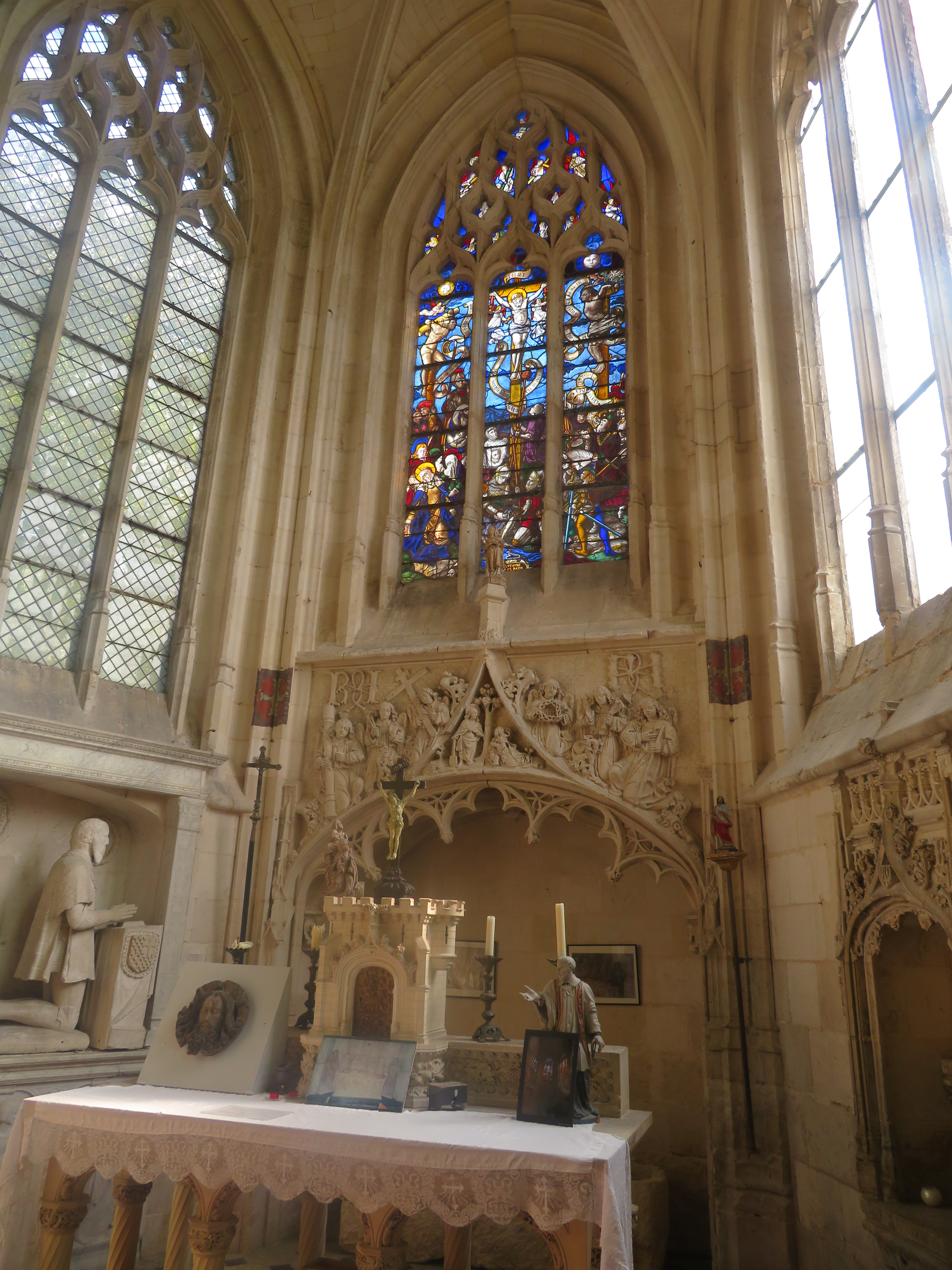
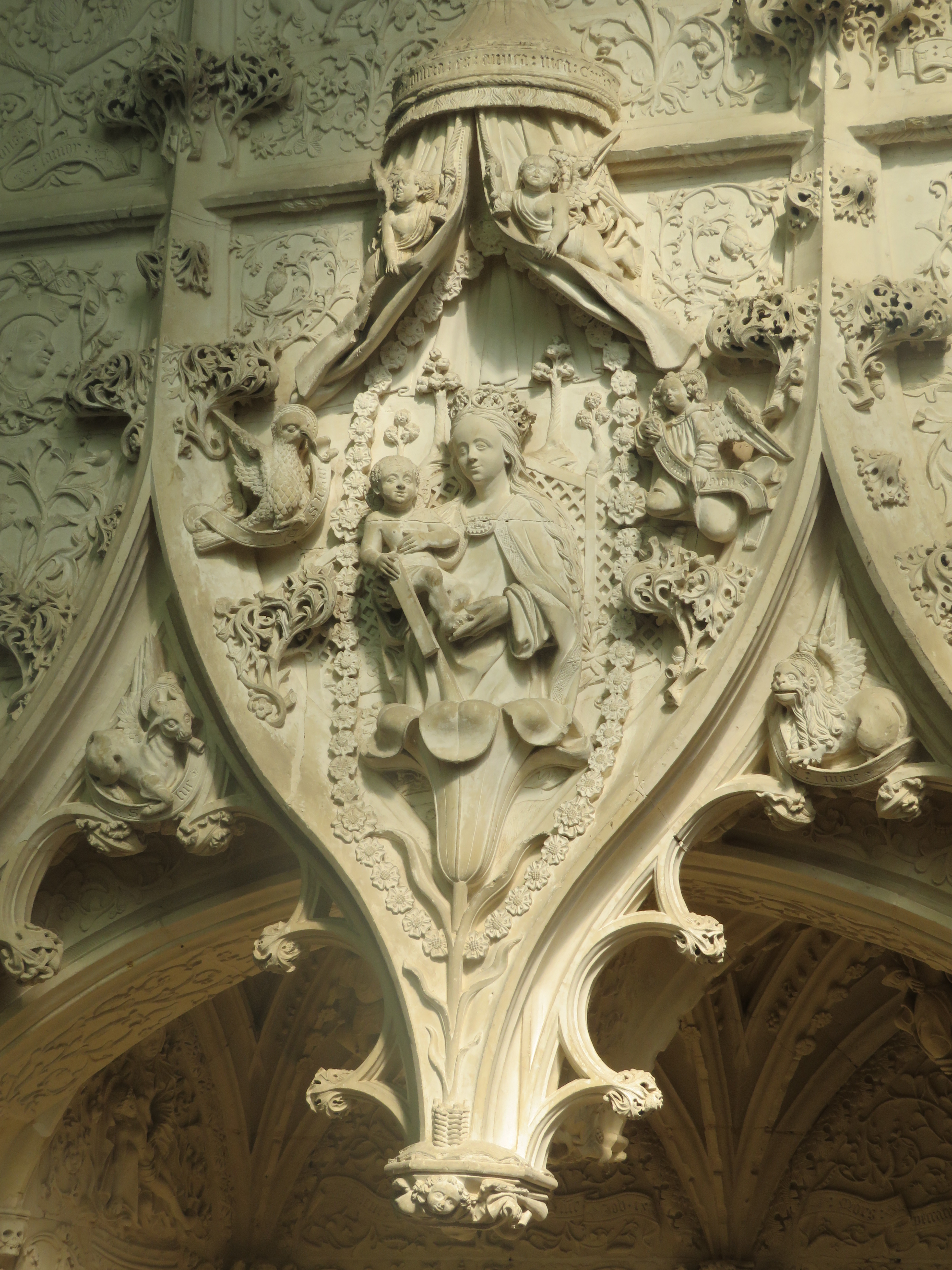
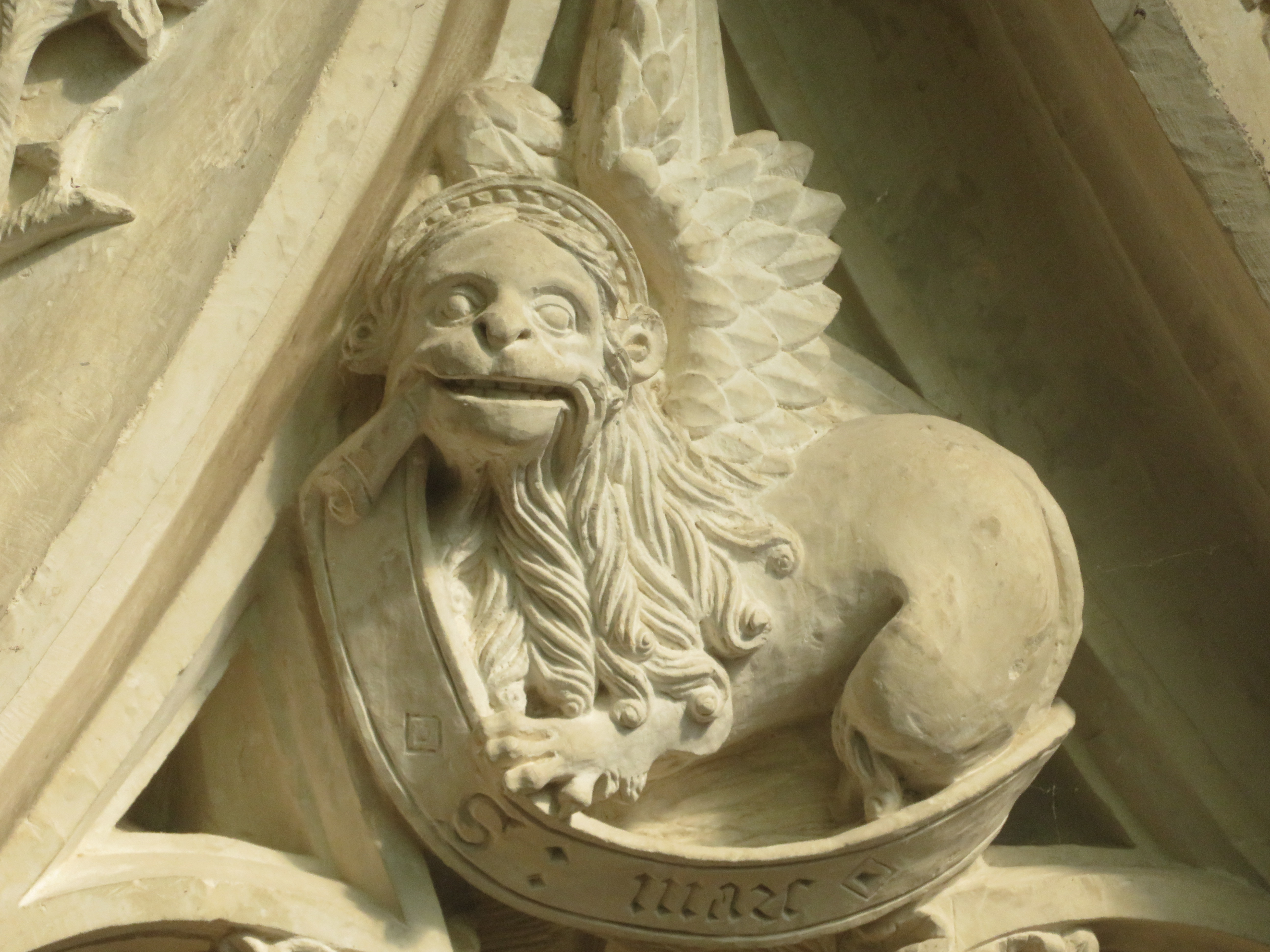
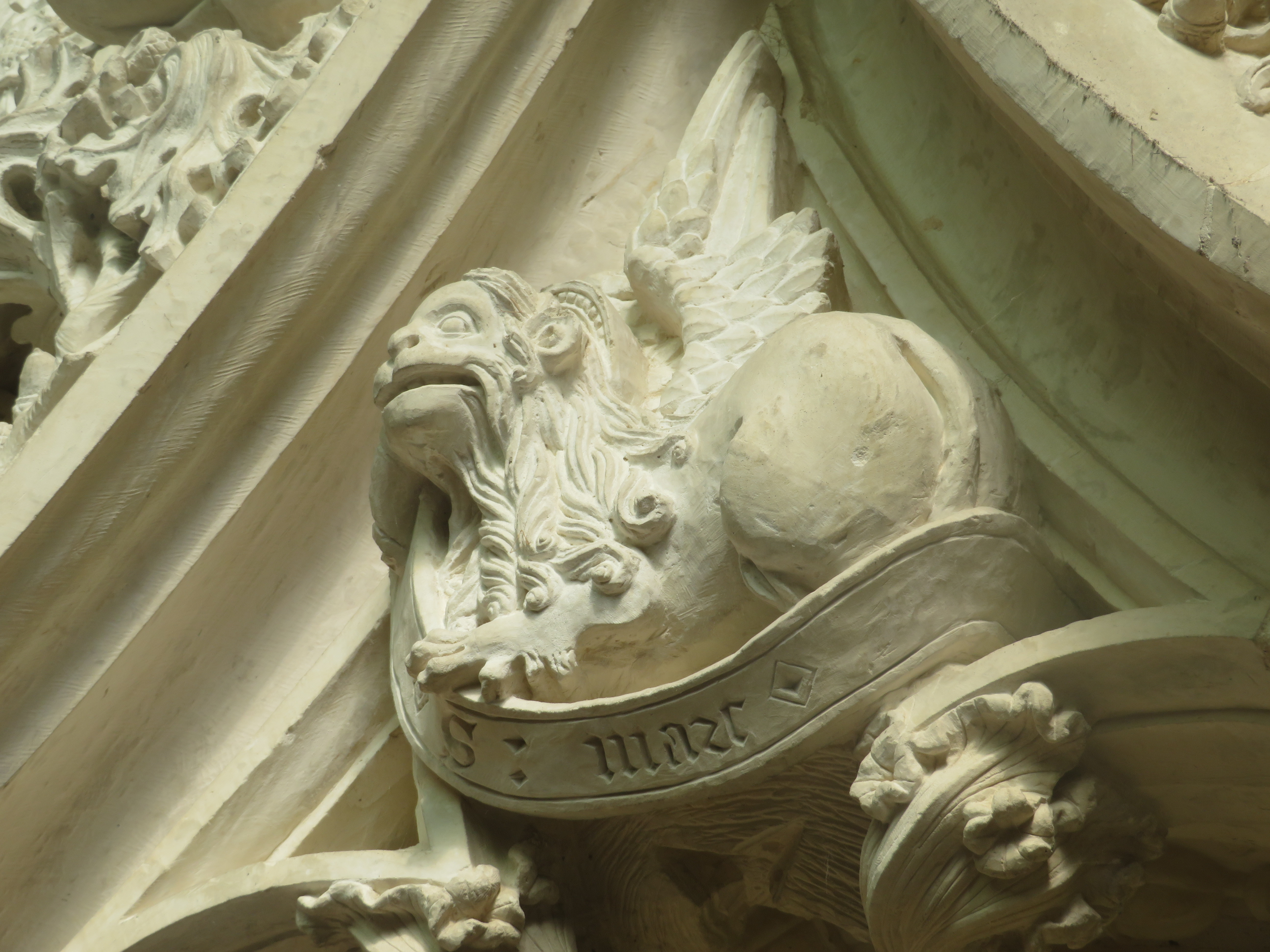
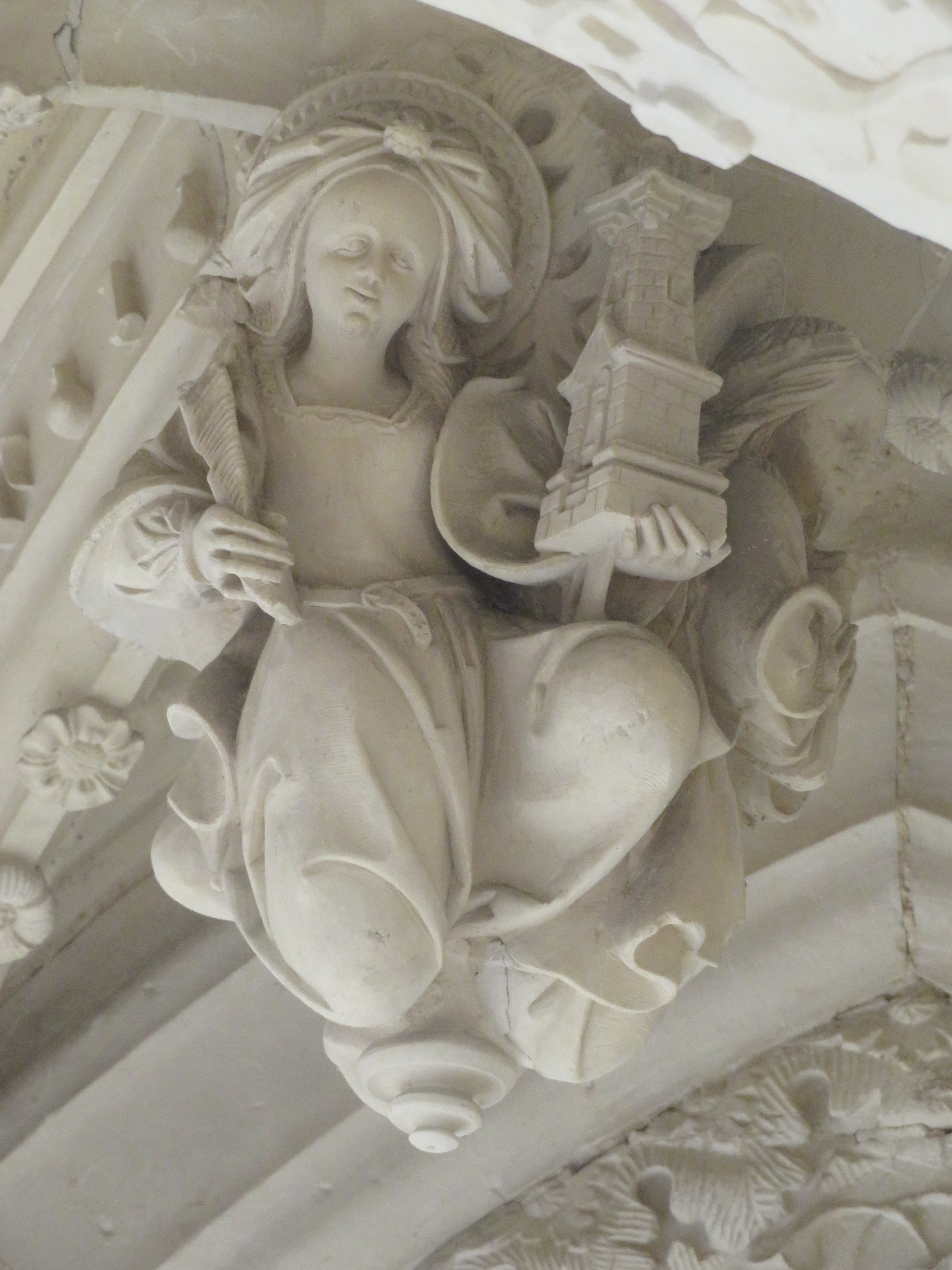
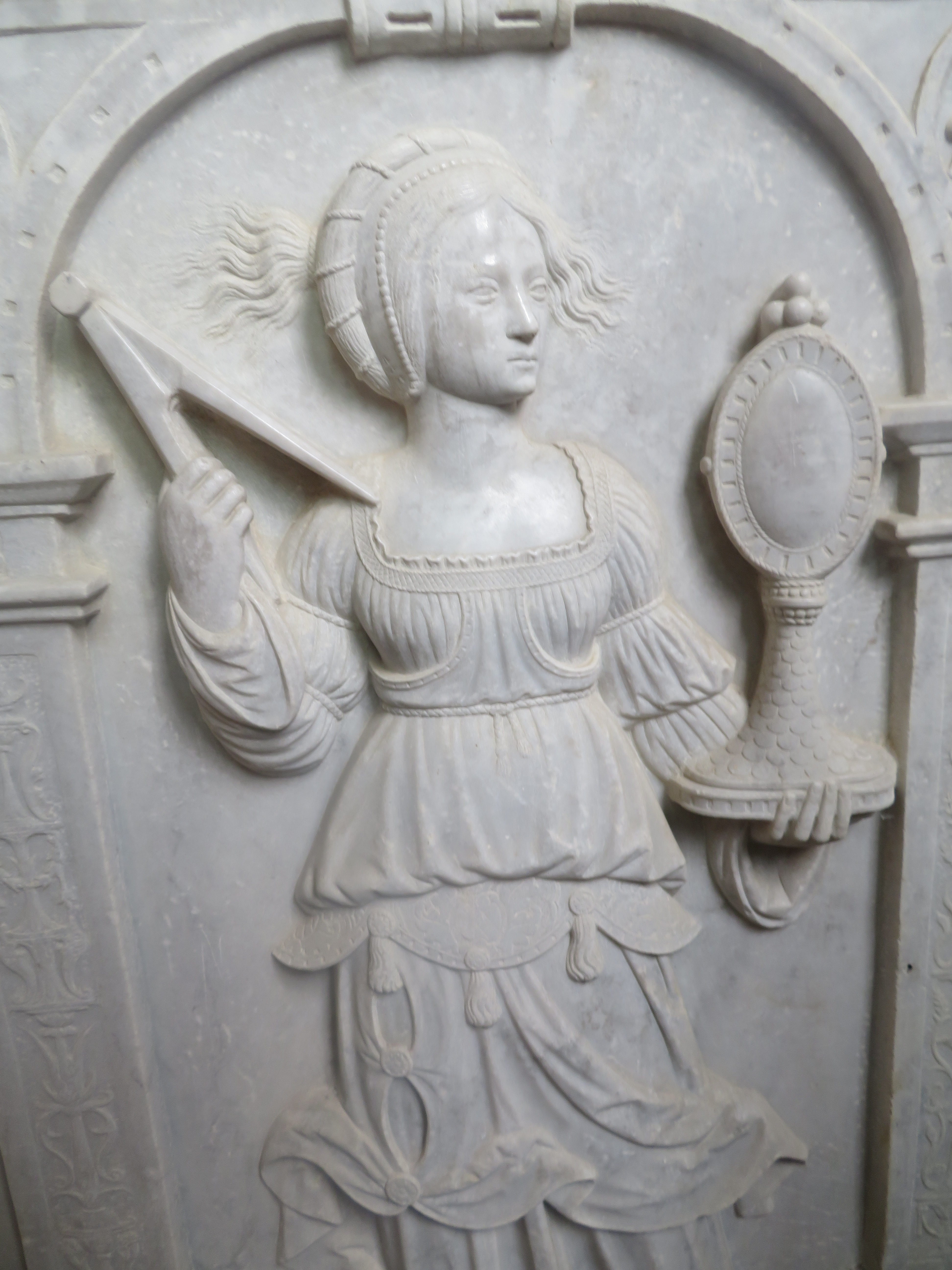
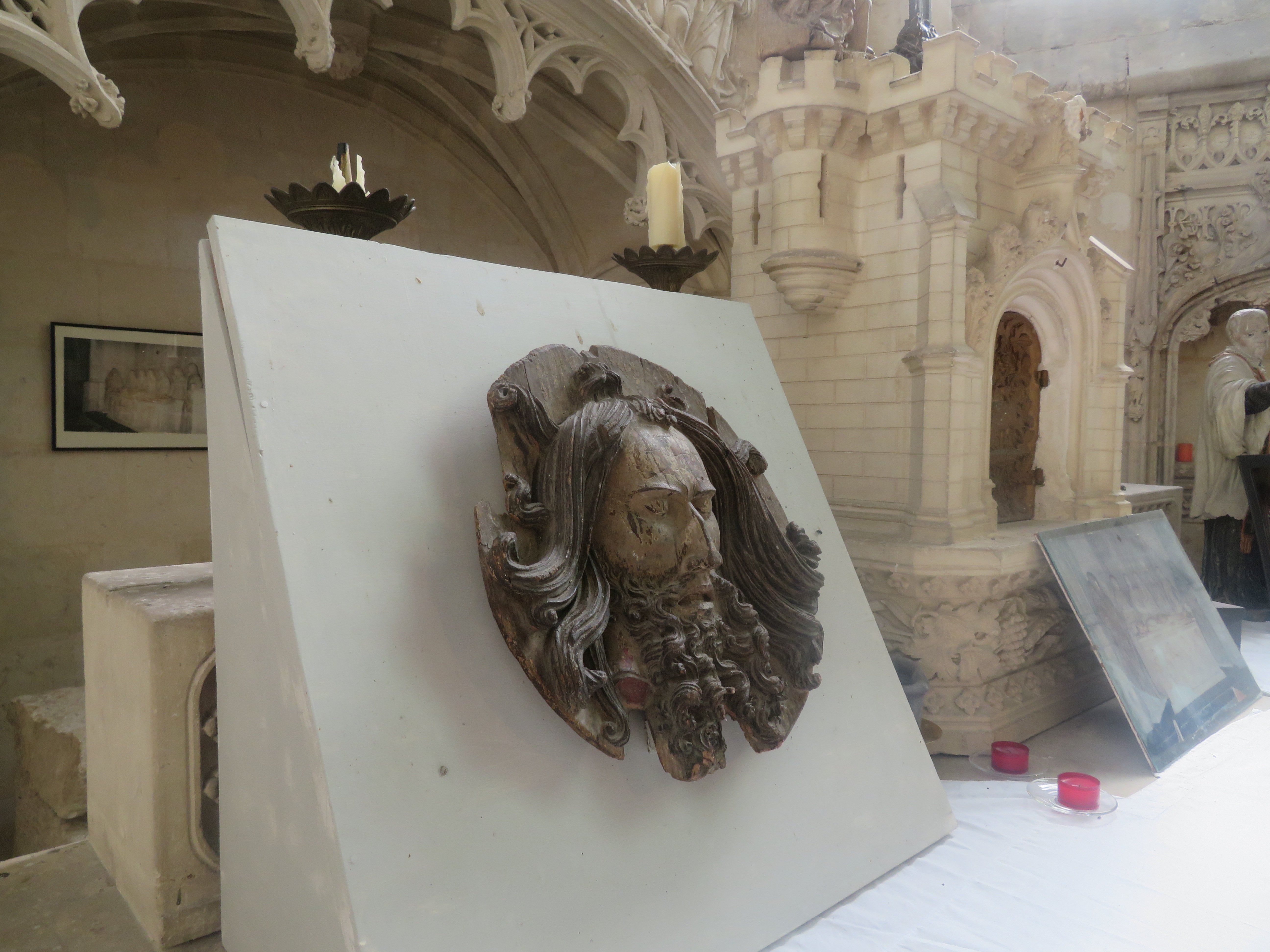
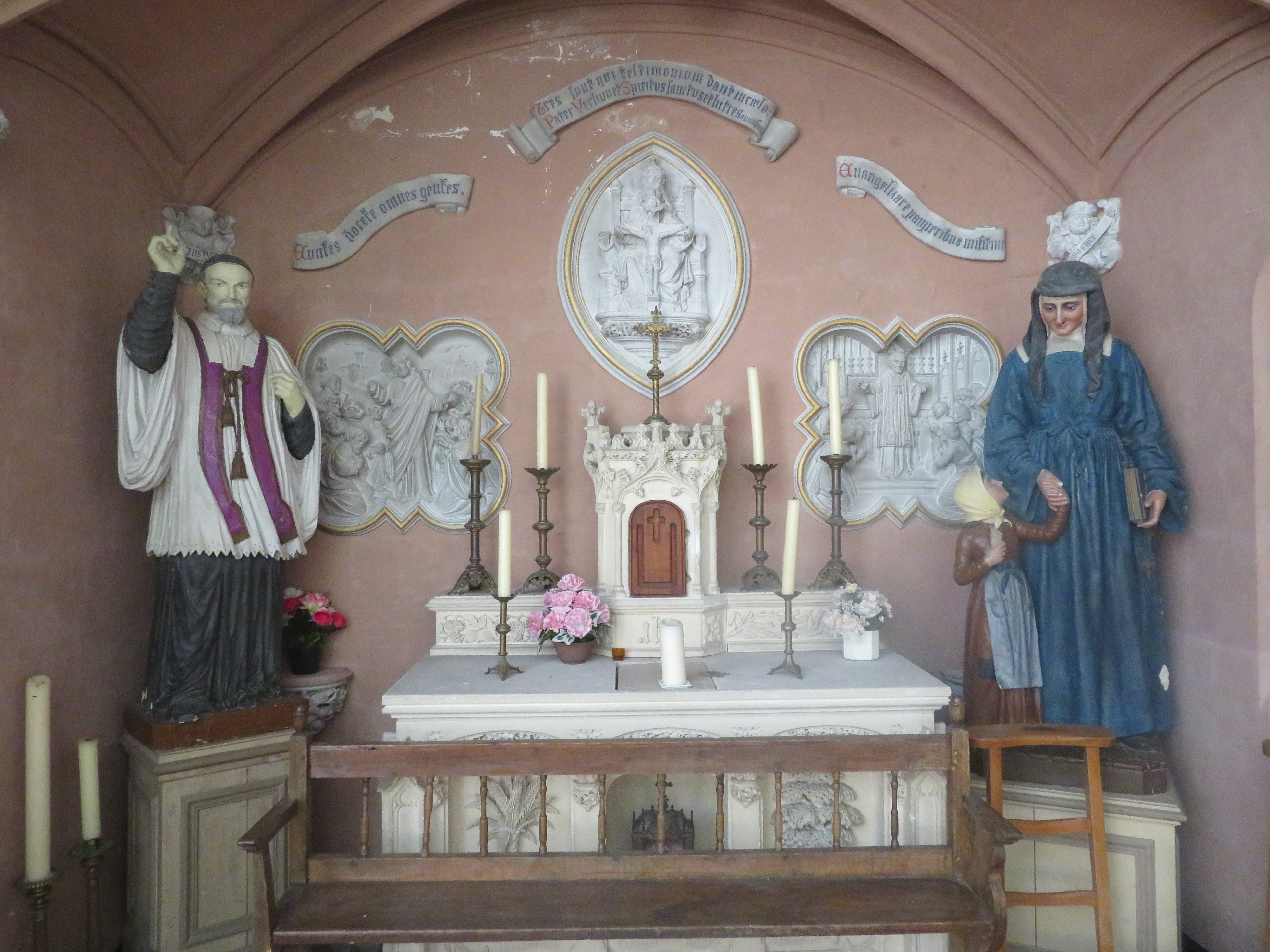
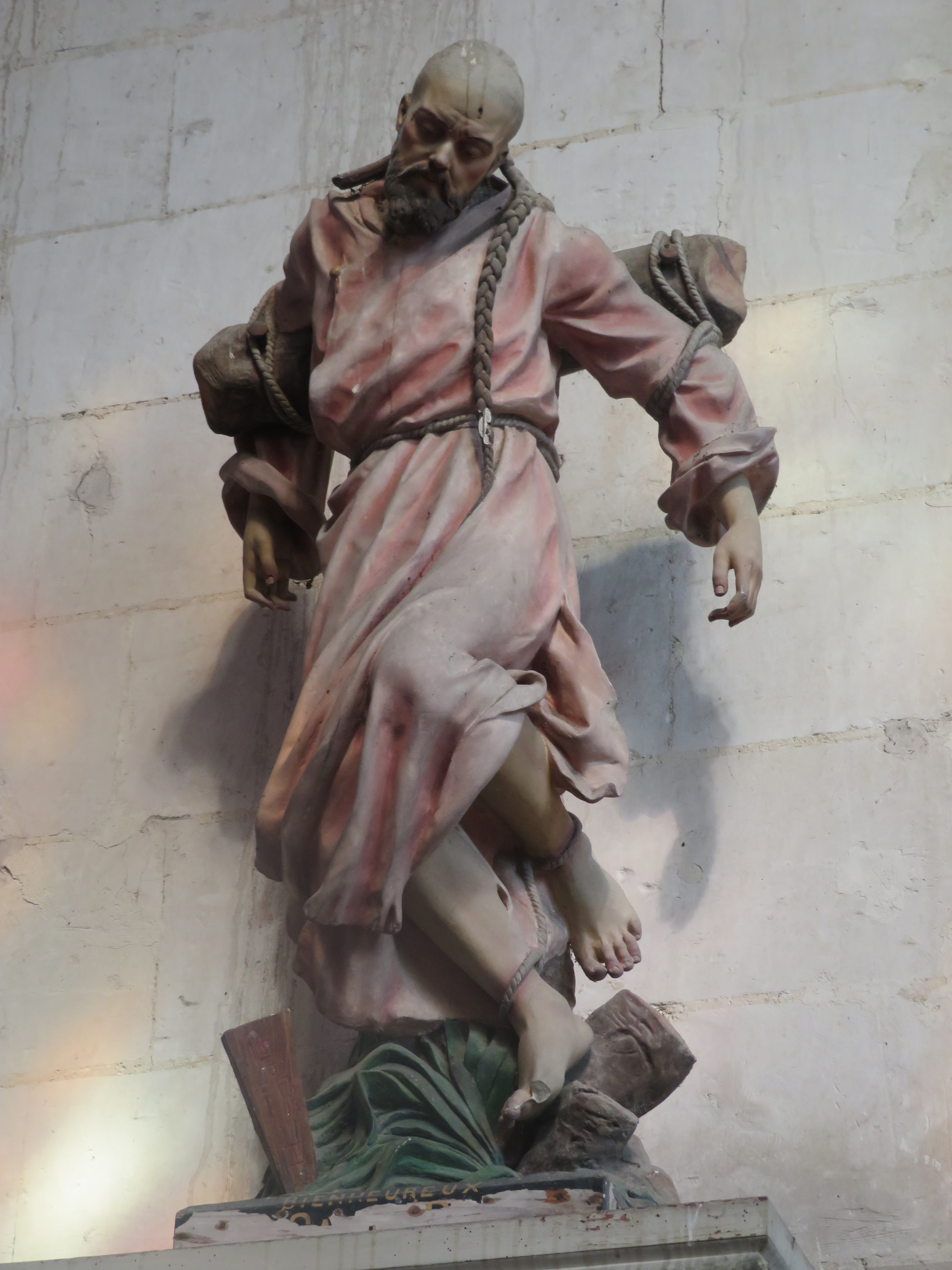
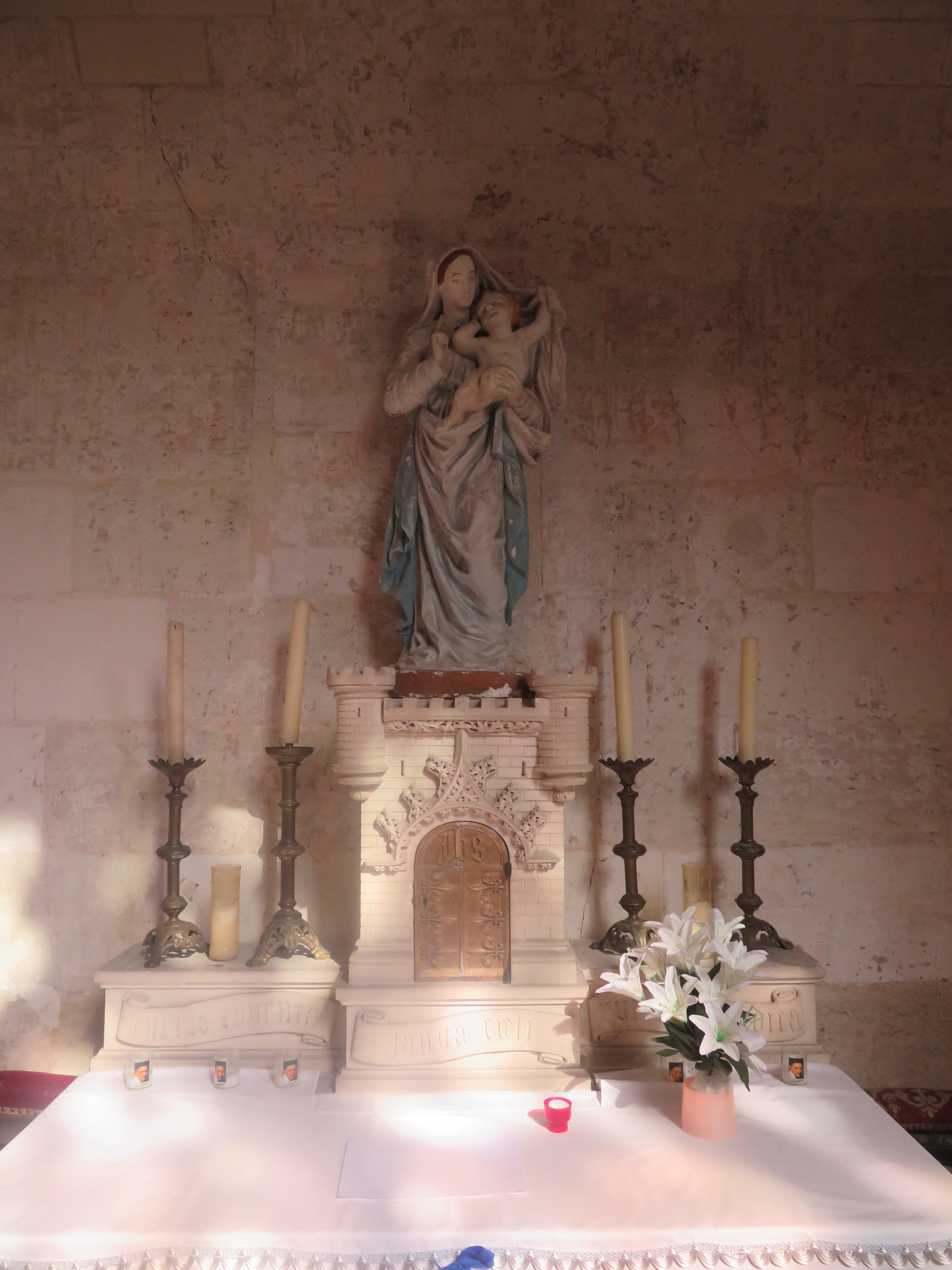
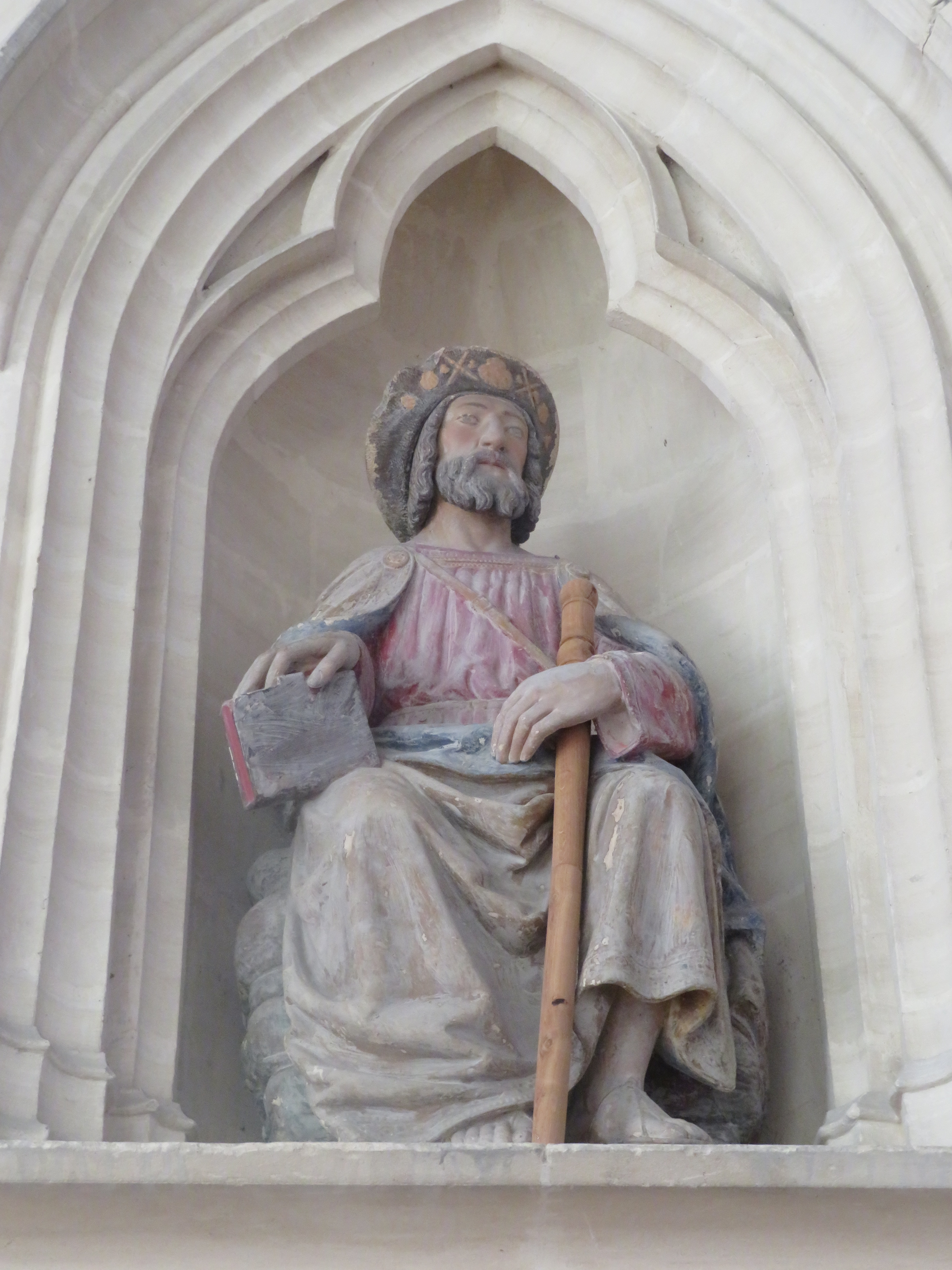

## Pour approfondir